# Нагуру
Нагуру (груз. ნაგურუ) — село в Грузии, на территории Цаленджихского муниципалитета края (мхаре) Самегрело-Верхняя Сванетия.

## География
Село находится в западной части Грузии, в долине реки Инцри (правый приток Чанисцкали), на расстоянии приблизительно 8 километров (по прямой) к северо-северо-востоку от города Цаленджиха, административного центра муниципалитета. Абсолютная высота — 370 метров над уровнем моря.

## Население
По результатам официальной переписи населения 2014 года, в Нагуру проживало 320 человек (169 мужчин и 151 женщина). В национальной структуре населения грузины составляли 100 %.
| Год  | Население, человек |
| ---- | ------------------ |
| 2002 | 455                |
| 2014 | ↘ 320              |